# Jean Auscher
Pour les articles homonymes, voir Auscher.
Jean Auscher est un peintre de portraits, graveur et illustrateur, né le 18 août 1896 et mort à Paris le 21 décembre 1985.

## Biographie
Jean Auscher naît le 18 août 1896 à Nancy.
Fils de l'architecte Paul Auscher, ancien élève des Arts Décoratifs, il est aspirant au 24e régiment d'infanterie en 1916 lors de la Grande Guerre.
Il expose au Salon d'automne de 1923 et 1925, au salon de la Société nationale des beaux-arts en 1925, dans la galerie de Georges Petit en 1926, et au Salon des Tuileries de 1925, 1930, 1933 et 1938.
Il s'intéresse entre autres, dans la deuxième moitié des années 1920, aux milieux interlopes qu'il décrit dans les recueils de lithographies La Faune des dancings (préfacé par Francis de Miomandre) et Le Baccara (préfacé par Jules Romains), publiés à ses dépens.
Il publie des dessins dans les journaux Fantasio (en 1926) et Le Rire (en 1927-1928).
Il croque également des personnalités du spectacle  (Grock, Yvette Guilbert, Lucien Guitry, Louis Jouvet, Maud Loty, Raquel Meller, Véra Sergine) dans le recueil Têtes d'affiches.
Vers 1930, il est le créateur de 2 mascottes pour automobile, exclusivités pour le garage Banville à Paris, une mouette et Speedhead montée notamment sur la Delage D6 70. 
Après son deuxième mariage en 1933, il habite Nice et, militant contre le racisme, il rédige en 1938 lors du IXe congrès de la LICA un plan général de lutte contre le racisme en France.
Après la Seconde Guerre mondiale, il publie des croquis d'audience pris lors des grands procès de l'épuration (Pétain, Charles Maurras, Pierre Laval) pour accompagner les comptes rendus du journaliste Géo London.
Il illustre également des ouvrages de André Haguenauer, Alfred Machard, et Irène Némirovsky.

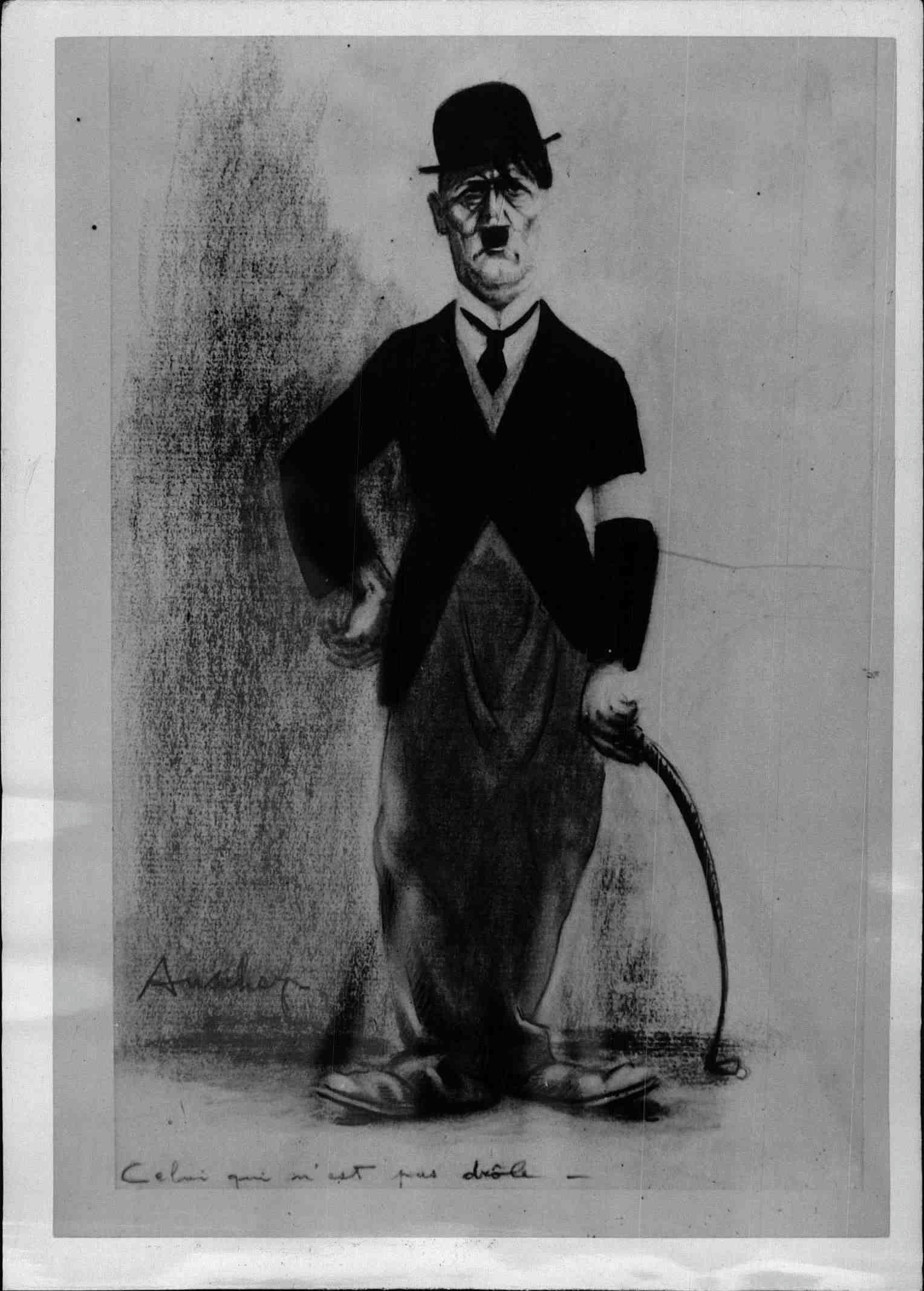
Hitler en Charlot
(Salon des Tuileries 1938)

## Illustrations

### Ouvrages dont il est l'auteur
- 1926 : Le Baccara (Paris, chez l'Artiste). Dix lavis rehaussés d'aquarelle, préface de Jules Romains.
- 1927 : Têtes d'affiches (Paris, l'Empreinte). Dix estampes, préface de Alfred Machard.
- 1928 : La Faune des dancings : étude contemporaine (Paris, l'Artiste). Dix lavis rehaussés d'aquarelles, préface de Francis de Miomandre.

### Autres ouvrages
- 1925 : Les Amertumes, par André Haguenauer (Paris, au Lys Rouge). Dix eaux-fortes.
- 1928 : Printemps sexuels : l'épopée au faubourg, par Alfred Machard (Paris, M.-P. Trémois)
- 1939 : Programme du second raid motonautique Lyon-Marseille-Cannes. Une aquatinte
- 1945 : Le Procès Maurras, par Géo London (Lyon, R. Bonnefon). 16 croquis d'audience.
- 1946 : Le Procès Pétain, par Géo London (Lyon, R. Bonnefon). 44 croquis d'audience.
- 1946 : Le Procès Laval, par Géo London (Lyon, R. Bonnefon). 19 croquis d'audience.
- 1948 : David Golder, par Irène Némirovsky (Lyon, Cercle lyonnais du livre). Cuivres originaux.
- 1984 : Faibles femmes, par Maurice Blum ([Paris],M. Blum).